# Elodophthalmus
Elodophthalmus – wymarły rodzaj chrząszczy z podrzędu wielożernych i infrarzędu sprężykokształtnych. Jedyny przedstawiciel monotypowej rodziny Elodophthalmidae. Obejmuje dwa wczesnokredowe gatunki znane z inkluzji w bursztynie.

## Taksonomia
Rodzaj i rodzina wprowadzone zostały w 2008 roku przez Dany’ego Azara i Aleksandra Kirejczuka na łamach czasopisma „Alavesia”. Nazwę rodzajową Elodophthalmus utworzono z połączenia nazwy współczesnego rodzaju Elodes i greckiego słowa ὀφθαλμός (ophthalmós) oznaczającego „oko”. Do rodzaju tego zaliczono dwa opisane w tej samej publikacji gatunki: Elodophthalmus harmonicus i Elodophthalmus gracilis, z których ten pierwszy wyznaczono gatunkiem typowym.
Opisu obu gatunków dokonano na podstawie pojedynczych okazów imagines zachowanych jako inkluzje organiczne w bursztynie libańskim z formacji Grès du Liban. Odnaleziono je w Mdejridż w okolicy Hammany w muhafazie Dżabal Lubnan w Libanie. Datuje się je na późny barrem lub wczesny apt w kredzie. W inkluzjach z tej lokalizacji znaleziono dziesiątki nowych dla nauki rodzajów stawonogów, a także jeden rodzaj jaszczurek (Baabdasaurus).

## Morfologia
Chrząszcze o podługowato-owalnym, wypukłym ze stromo opadającymi bokami ciele długości od 0,8 do 1,4 mm i szerokości około 0,5 mm. Wierzch ciała odznaczał się dość drobnym, gęstym i dobrze widocznym punktowaniem oraz porośnięty był gęstymi, wzniesionymi, krótkimi, grubymi, ciemno zabarwionymi włoskami, tworzącymi palisady na bocznych i wierzchołkowych brzegach pokryw. Spód ciała porastało owłosienie gęste i delikatne. Ubarwienie u E. harmonicus było brązowawe, a u E. gracilis czarniawe z brązowawymi odnóżami.
Głowa była hipognatyczna, o wyraźnie kątowo wciętej przedniej krawędzi czoła, odsłoniętej wardze górnej, małych żuwaczkach oraz bardzo dużych, przy nasadach czułków wykrojonych oczach złożonych z bardzo dużymi fasetkami. Stosunkowo długie, jedenastoczłonowe czułki miały człony od szóstego lub siódmego do dziesiątego spłaszczone i niemal trójkątne, ostatni nieco powiększony, a pozostałe niezmodyfikowane. Owłosienie czułków było długie i rozproszone. U E. harmonicus czułki nie sięgały za nasadę drugiego widocznego sternitu odwłoka, podczas gdy u E. gracilis dochodziły niemal do tylnej krawędzi czwartego z widocznych sternitów.
Krótkie, silnie poprzeczne, z wierzchu wypukłe z silnie opadającymi bokami przedplecze pozbawione było obrzeżenia. Kształt tarczki był niemal trójkątny. Długie, najszersze na wysokości barków, silnie wypukłe pokrywy miały na całej długości dobrze zaznaczone i niemal równoległe linie przyszwowe oraz bardzo wąskie epipleury. Zatułów cechował się odsłoniętymi na całej długości, wąskimi episternitami oraz zapiersiem (metawentrytem) z wypukłym środkiem i kątowo wciętą między biodrami krawędzią tylną. Biodra środkowej pary odnóży były poprzeczne i położone bardzo blisko siebie, zaś te pary tylnej były nieco ukośne, krótkie i z bardzo słabo zaznaczonymi płytkami udowymi. Wąskie i długie odnóża miały golenie ze ściętymi wierzchołkami, zaopatrzonymi w grube szczecinki i wmieszane w nie ostrogi. Stopy miały krótkie i grube szczecinki na wierzchołkach członów oraz niezmodyfikowane pazurki. Przednia para stóp u E. harmonicus była smukła, natomiast u E. gracilis nieco szersza, z lekko płatkowatymi członami.
Na spodzie odwłoka widocznych było pięć sternitów (wentrytów). Pygidium było od góry całkowicie nakryte pokrywami.